# Grève générale de Winnipeg

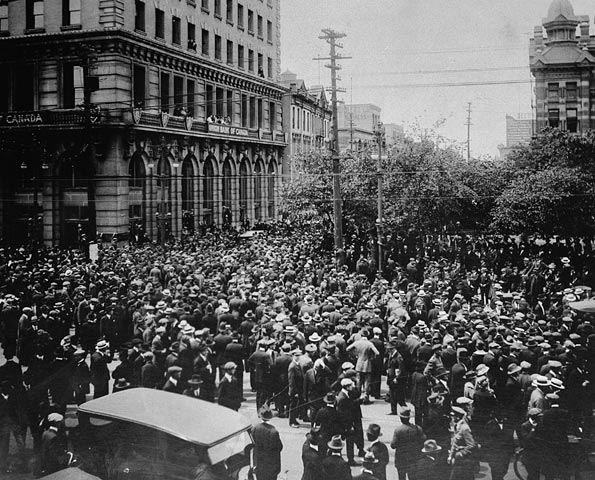
Foule rassemblée aux alentours de l'ancien hôtel de ville lors de la grève générale de Winnipeg (21 juin 1919).

La grève générale de Winnipeg est une grève générale tenue du 15 mai au 26 juin 1919 à Winnipeg dans la province canadienne du Manitoba. Elle se déclenche après l’échec des négociations entre les ouvriers de la métallurgie et les ouvriers de la construction avec leurs employeurs. Les ouvriers réclamaient de meilleurs salaires et de meilleures conditions de travail. De façon plus générale, cette grève s'inscrit dans un mouvement de contestation touchant plusieurs villes canadiennes pour l'amélioration des conditions de travail des ouvriers canadiens. L’un des événements marquants de cette grève est la journée du 21 juin 1919, connue maintenant sous le nom de « samedi sanglant » où deux personnes trouvent la mort. Réunissant plusieurs dizaines de milliers de travailleurs, la grève générale de Winnipeg reste à ce jour l'une des plus influentes de l'histoire du pays.

## Contexte

### Économique
Au lendemain de la Première Guerre mondiale, plusieurs entreprises dédiées à la production de l’effort de guerre rencontrent une chute drastique de la demande de leurs produits, ce qui force les entreprises à se réinventer pour répondre aux besoins d’une économie de paix. Cependant, nombre d'entre elles ferment leurs portes au retour de la paix, mettant ainsi plusieurs travailleurs à la rue. C’est le cas de la Commission impériale des munitions, une industrie importante dans l’effort de guerre canadien. Cette Commission impériale des munitions met à la porte près de 290 000 travailleurs avant même que l’armistice soit signé. Parallèlement à ces fermetures, la ville de Winnipeg, au lendemain de la Grande Guerre, connaît une augmentation du coût de la vie, « une inflation galopante », et la ville connaît aussi un fort taux de chômage. Ce taux de chômage s’explique, entre autres, par la diminution des perspectives d’emploi au sein de la ville, la quatrième plus peuplée du Canada en 1919. Ce phénomène s'accentue avec le retour des vétérans en sol canadien . À leur retour, ces soldats font face à la présence de plusieurs immigrants et aux personnes ne s’étant pas enrôlées dans l’armée occupant des emplois qui, selon les vétérans, « leur revenait de droit ». À ce moment, la ville de Winnipeg se trouve alors dans « une situation économique instable » qui aura également un impact social.

### Social
Avec le peuplement de l’Ouest, la ville de Winnipeg s'est rapidement développée. Au courant de l’année 1911, l’immigration atteint 136 000 personnes qui viennent s’installer dans cette ville manitobaine. Toutefois, la population de Winnipeg est aussi marquée par de grandes disparités économiques entre les riches et les pauvres, ce qui favorise ainsi l’augmentation des tensions sociales entre les deux groupes distincts. Au cours de la Première Guerre mondiale, des revendications ouvrières se créent face aux mauvais salaires, aux nombreuses heures de travail ainsi qu’aux mauvaises conditions de travail que subissent les ouvriers en général. Les mauvaises conditions de travail sont majoritairement marquées par le manque de sécurité d’emploi, de longues journées de travail à de petits salaires et des patrons insensibles à la réalité des travailleurs. Les demandes liées à la production de l’effort de guerre augmentent toutefois au courant de la guerre, ce qui ne fait qu'aggraver les mauvaises conditions de travail des ouvriers. Les travailleurs doivent alors produire plus afin d'être en mesure de répondre aux demandes européennes de l'industrie de guerre. Ainsi, dans un contexte économique difficile qui ne fait qu’accentuer la différence entre les ouvriers et le patronat, les travailleurs ressentent le besoin de se lier entre eux et plusieurs vont alors commencer à se syndiquer au courant de la Première Guerre mondiale. D'ailleurs, de nombreux migrants prendront part au mouvement syndical de la ville. D’un côté, les patrons et la bourgeoisie voient cette syndicalisation comme « la menace d’une montée en puissance des syndicats », tandis que, de l’autre côté, les ouvriers souhaitent, par cette syndicalisation, obtenir « des négociations collectives et un salaire décent ». De plus, la grippe espagnole, au lendemain de la guerre, ne fait qu’augmenter les divisions sociales, car les quartiers ouvriers, qui sont dans une situation plus précaire, sont davantage touchés par cette crise sanitaire que le reste de la population. Les revendications qui naissent de cette crise permettent alors de « stimuler la relance du mouvement ouvrier dans l’après-guerre ». En somme, les revendications ouvrières s'inscrivent dans un moment où plusieurs changements sont demandés par les différentes « couches de la population » canadiennes. Ainsi, la grève de Winnipeg naît dans un moment où les différentes classes de la société tentent de « définir l’avenir même du pays » au lendemain de la guerre.

### Politique
En voyant le mouvement ouvrier prendre de l'ampleur en Europe et en Amérique, les travailleurs de Winnipeg voient ainsi l’importance de se regrouper pour défendre leurs droits et tenter d'améliorer leur vie. De cette façon, le regroupement des différents syndicats devient donc un projet important qui augmenterait considérablement le poids syndical. Ainsi, les délégués syndicaux vont proposer de s’unir ensemble et de former une grande alliance entre tous les différents syndicats en mars 1919 lors d’un congrès des syndicats de l'Ouest canadien à Calgary. Cette grande union syndicale, nommée « One Big Union », met en place une grève générale comme moyen d’obtenir les revendications demandées. De leur côté, le patronat et la bourgeoisie voient cette coalition comme « un complot révolutionnaire » dicté par les migrants en provenance d’Europe de l’Est qui tenteraient de convaincre les ouvriers de Winnipeg de renverser la « démocratie britannique » . Une « paranoïa » se crée alors autour des immigrants en provenance de l’Europe de l’Est. Ces accusations sont en majorité issues de la Révolution d’Octobre de 1917 en Russie, où le mouvement ouvrier a renversé le tsar et où le prolétariat a pris le pouvoir du pays. À partir de ce moment, le phénomène de la « peur rouge » gagne les pays occidentaux, dont le Canada. Dans ce climat, les immigrants vont rapidement être accusés comme les responsables « de tous les maux » du Canada et « une frontière imperméable » se dessinera entre certains Canadiens et les immigrants. En ce sens, au lendemain de la Grande Guerre, le gouvernement fédéral adopte une politique de reconstruction passive, c’est-à-dire une politique où « rien ne presse : des changements s’il le faut, mais pas forcément des changements ». Le gouvernement fédéral a principalement peur qu’en octroyant des changements au sein de la population canadienne, la « révolution des rouges » gagne alors tout le Canada. Ainsi, le gouvernement mise plutôt sur un retour à la « normale », c’est-à-dire aux bonnes vieilles façons d'administrer le pays. Dans cette période de « peur rouge », le gouvernement fédéral et les médias vont par ailleurs s’associer ensemble au courant de la grève de Winnipeg afin de « déclencher une véritable campagne visant à terrifier la population contre les agitateurs étrangers ou les ouvriers de gauche qui, disait-on, menaçaient le mode de vie des Canadiens ». En ce sens, certains journaux canadiens dont The Winnipeg Citizen participent à la propagande de la « peur rouge » au sein de la population winnipegoise. Ceux-ci considèrent alors les grévistes comme des révolutionnaires qui tentent de mettre en place une « dictature du soviet » .  

### Différents groupes
Ceux qui considèrent les grévistes comme des gens teintés de l’idée révolutionnaire russe se présentent comme étant le Comité des 1000 citoyens, qui regroupe le patronat, les professionnels, la bourgeoisie et bénéficie de l'appui du gouvernement fédéral. Ils pensent principalement que ce sont les immigrants qui ont apporté avec eux les idées socialistes et qui ont fait naître cette grève. Tandis qu’au cœur de ces revendications se trouvent les grévistes qui sont au départ des ouvriers de la métallurgie et de la construction et qui seront appuyés par plusieurs autres travailleurs de tous les domaines, autant privé que public, en soutien à ceux-ci. De plus, ces grévistes sont aussi composés d’une majorité de soldats qui, au retour de la guerre, se joignent aux grévistes malgré la neutralité demandée par la direction des Anciens combattants. Ceux qui s’y joignent étaient, avant la guerre, des ouvriers. Ces grévistes sont chapeautés par le Comité de la grève générale, qui est issu du grand regroupement syndical de la « One Big Union », où un représentant de chaque syndicat y siège. C’est par ce regroupement qu’ils décident de mettre en place une grève générale tout en ciblant quels métiers sont jugés comme des services essentiels. C’est les métiers reliés à la livraison de pain, de lait et de glace qui seront jugés essentielles. 

## Déroulement
Ainsi, c’est dans ce climat que la Winnipeg Trades and Labor Council annonce, le 15 mai 1919, le déclenchement d’une grève générale face à « la rupture des négociations » avec les employeurs. De cette façon, dès le matin de cette même journée, « environ 30 000 employés, hommes et femmes, se mettent en grève ». Cette grève qui, au départ, au début du mois de mai, impliquait seulement les employés de la construction et de la métallurgie se transforme en l’espace de quelques semaines en grève générale appuyée par des ouvriers de plusieurs entreprises privées, mais également publiques, telles que « la police, les pompiers, les facteurs, les opérateurs de téléphone et de télégraphe ». Cette grève générale fait en sorte que la ville manitobaine se trouve « menacée d’une paralysie complète ». Toutefois, le Comité central des grévistes décidera de cibler les métiers jugés comme un service essentiel pour limiter les perturbations occasionnées. De cette façon, les services essentiels, principalement les services alimentaires, vont tout de même opérer « de façon plus ou moins régulière ». Pendant ces six semaines, les grévistes vont manifester dans les rues de cette ville manitobaine. La grève générale est surtout composée de mouvements pacifiques et de manifestations non-violentes. Cependant, les tensions et les violences montent entre les grévistes et les autorités gouvernementales, tant municipales que fédérales. D'abord, à partir du 5 juin 1919, les « défilées et les rassemblements » seront proscrits par le maire de Winnipeg. De son côté, le 6 juin, Ottawa va modifier la Loi sur l’immigration pour que les immigrants accusés de sédition soient expulsés du Canada. Cette modification ne sera finalement pas appliquée au courant de la grève. Toutefois, l'amendement sur la loi de l’immigration de 1919 a comme vision de protéger le pays des « idéologies dangereuses » en incluant de nouveaux critères de sélection et d’expulsion de plus en plus « restrictifs ». Ces nouvelles mesures étaient contre les ennemis de la Première Guerre mondiale, dont les allemands, et visaient aussi les révolutionnaires russes. Au courant de la nuit entre le 16 et le 17 juin 1919, Ottawa, sous la gouverne de Robert Borden, procède à des arrestations des principaux dirigeants syndicaux avec l’aide de la Gendarmerie royale du Canada. Ainsi, au matin du 17 juin, dix dirigeants du Comité central de grève et deux membres de la One Big Union auront été arrêtés pour « conspiration en vue de sédition », dont le pasteur William Ivens et James Shaver Woodsworth, le fondateur du Parti social démocratique du Canada (Co-operative Commonwealth Federation). Face à ces arrestations, de nombreux grévistes se rendent devant la mairie de Winnipeg le 21 juin 1919 pour y faire « une parade silencieuse pour soutenir les dirigeants emprisonnés ». Ainsi, cette « parade silencieuse » devient un événement important de cette grève qui portera plus tard le nom de « samedi sanglant ».

### Samedi sanglant

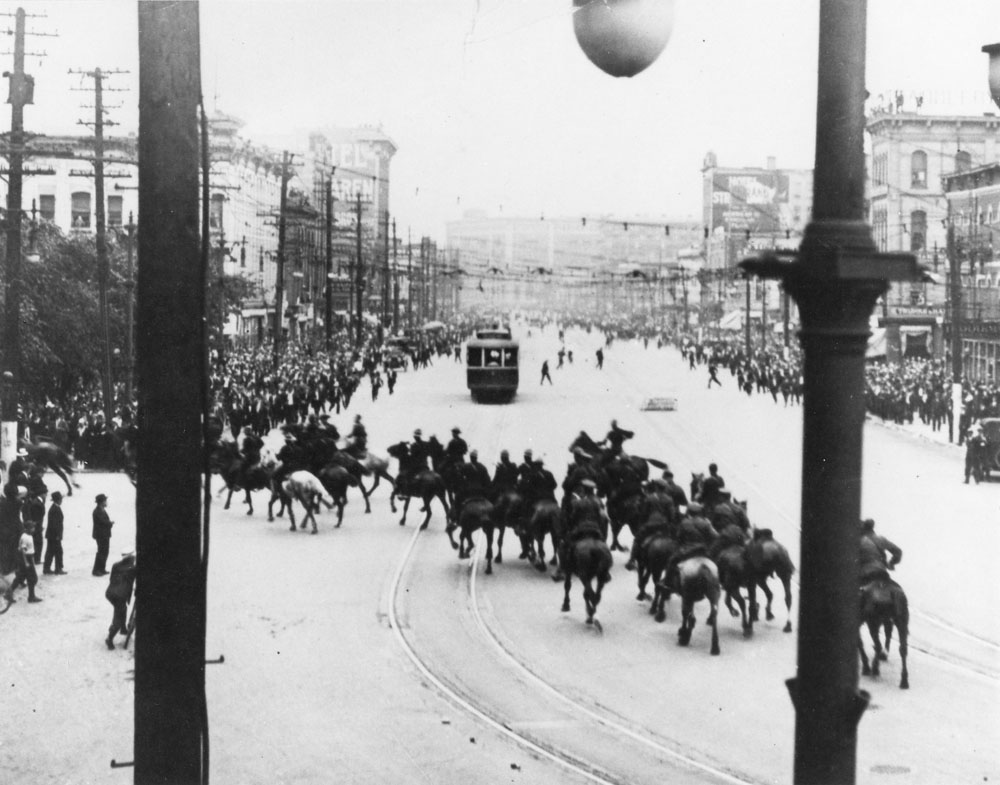
Intervention de la Gendarmerie royale à cheval du Nord-Ouest lors du Samedi sanglant

C’est durant l’avant-midi du 21 juin que cette « manifestation silencieuse » est faite devant l’hôtel de ville. Parmi ces grévistes se trouvent d’anciens soldats qui soutiennent la grève générale et manifestent face à la mairie de Winnipeg, « malgré l'interdiction de manifester » mise en place par la municipalité de Winnipeg au début du mois de juin et resserrée le 20 juin par Charles Gray, le maire de Winnipeg. Ce rassemblement s’élève à un total de 20 000 personnes. La Gendarmerie royale à cheval du Nord-Ouest et des agents spéciaux, armes à la main, se présentent sur les lieux et chargent alors la foule pour la disperser ; des coups de feu sont aussi tirés. Le bilan s’élève à trente personnes blessées et à deux morts au courant de cet évènement du « samedi sanglant ». Somme toute, il y aurait eu plus de blessés que ceux déclarés à la police, soit un total d’une centaine de personnes blessées. De plus, 84 personnes seront arrêtées durant cette journée, portant le total d’arrestations de cette grève à 94 personnes. La fin de la grève est officiellement déclarée le 25 juin 1919. Le lendemain, le 26 juin 1919, dès 11 heures en matinée, la grève est officiellement terminée et les grévistes sont de retour au travail.

## Conséquences
La grève générale de Winnipeg n’aura finalement aucun impact sur les conditions de travail ainsi que sur le salaire des travailleurs. Les grévistes n’auront pas atteint leurs objectifs. Cependant, certains grévistes qui se présentent comme candidats seront élus durant l’élection provinciale de 1920 et mettront en avant les demandes faites durant cette grève. Une vingtaine d’années plus tard, soit au courant de l’année 1944, le droit de négociations collectives demandé durant de la grève générale de Winnipeg sera reconnu sous le gouvernement de William Lyon Mackenzie King. Par la suite, de nombreux principes législatifs sont mis en place, comme la loi sur les relations au travail et la loi sur la sécurité au travail. De nombreuses mesures, comme la formule Rand de 1946, permettront aussi de donner une place plus importante aux syndicats.
Toutefois, la ville de Winnipeg n’aura pas été la seule ville aux prises avec des manifestations ouvrières durant cette année. En effet, suite au déclenchement de la grève générale de Winnipeg, des ouvriers issus de la Canadian Vickers à Montréal vont alors « manifester leur solidarité en cessant le travail ». De leur côté, les syndicats ouvriers de la ville de Saskatoon en Saskatchewan décident de mettre en place une grève générale « en appui à celle de Winnipeg ». Ainsi, pour les ouvriers de Saskatoon, ils resteront en grève tant et aussi longtemps que les ouvriers de Winnipeg ne retourneront pas travailler. D’autres villes canadiennes ont également participé à cet élan de solidarité, dont la ville d’Amherst en Nouvelle-Écosse et même de Toronto en Ontario, bien que la grève générale ait été de très courte durée. Ainsi, ces différentes manifestations ouvrières à travers le Canada n’ont pas seulement pour effet une illustration de la solidarité ouvrière poursuivant un objectif commun d’amélioration de leurs conditions de travail et de vie à travers le pays.